# Lộc Hạ
Lộc Hạ là một phường thuộc thành phố Nam Định, tỉnh Nam Định, Việt Nam.

## Địa lý
Phường Lộc Hạ có diện tích 3,50 km², dân số năm 2004 là 6.931 người, mật độ dân số đạt 1.980 người/km².

## Lịch sử
Sau năm 1945, xã Lộc Hạ thuộc thành phố Nam Định.
Ngày 21 tháng 4 năm 1965, Ủy ban Thường vụ Quốc hội ban hành Quyết định số 103-NQ-TVQH về việc thành lập tỉnh Nam Hà trên cơ sở tỉnh Hà Nam và tỉnh Nam Định. Khi đó, xã Lộc Hạ thuộc thành phố Nam Định, tỉnh Nam Hà.
Ngày 8 tháng 8 năm 1964, Bộ Nội vụ ban hành Quyết định số 210-NV về việc sáp nhập xã Lộc Hạ (Lộc Hà) thuộc thành phố Nam Định vào huyện Mỹ Lộc.
Ngày 13 tháng 6 năm 1967, Hội đồng Chính phủ ban hành Quyết định số 76-CP về việc sáp nhập huyện Mỹ Lộc vào thành phố Nam Định. Khi đó, xã Lộc Hạ thuộc thành phố Nam Định.
Ngày 27 tháng 12 năm 1975, Quốc hội ban hành Nghị quyết về việc thành lập tỉnh Hà Nam Ninh trên cơ sở tỉnh Nam Hà và tỉnh Ninh Bình. Khi đó, xã Lộc Hạ thuộc thành phố Nam Định, tỉnh Hà Nam Ninh.
Ngày 26 tháng 12 năm 1991, Quốc hội ban hành Nghị quyết về việc chia tỉnh Hà Nam Ninh thành tỉnh Nam Hà và tỉnh Ninh Bình. Khi đó, xã Lộc Hạ thuộc thành phố Nam Định, tỉnh Nam Hà.
Ngày 6 tháng 11 năm 1996, Quốc hội ban hành Nghị quyết về việc chia tỉnh Nam Hà thành tỉnh Nam Định và tỉnh Hà Nam. Khi đó, xã Lộc Hạ thuộc thành phố Nam Định, tỉnh Nam Hà.
Ngày 9 tháng 1 năm 2004, Chính phủ ban hành Nghị định số 17/2004/NĐ-CP về việc:
- Thành lập phường Thống Nhất trên cơ sở 0,60 ha diện tích tự nhiên và 221 nhân khẩu của xã Lộc Hạ.
- Thành lập phường Lộc Hạ trên cơ sở 349,50 ha diện tích tự nhiên và 6.931 nhân khẩu còn lại của xã Lộc Hạ.

Ngày 2 tháng 12 năm 2021, HĐND tỉnh Nam Định ban hành Nghị quyết số 63/2021/NQ-HĐND về việc:
- Thành lập tổ dân phố số 1 Đệ Tứ trên cơ sở 3 tổ dân phố: 1, 2, 3.
- Thành lập tổ dân phố số 2 Đông Y trên cơ sở tổ dân phố 16 và tổ dân phố 17.
- Thành lập tổ dân phố số 4 Đông Mạc trên cơ sở tổ dân phố 4 và tổ dân phố 5.
- Thành lập tổ dân phố số số 5 Phù Nghĩa trên cơ sở tổ dân phố 7 và tổ dân phố 9.
- Thành lập tổ dân phố số 7 Liên Hà 1 trên cơ sở tổ dân phố 10 và tổ dân phố 11.
- Thành lập tổ dân phố số 8 Đường Thái Bình trên cơ sở tổ dân phố 14 và tổ dân phố 15.
- Thành lập tổ dân phố số 9 Liên Hà 2 trên cơ sở tổ dân phố 12 và tổ dân phố 13.
- Đổi tên tổ dân phố 6 thành tổ dân phố 3 Đông Mạc.
- Đổi tên tổ dân phố 8 thành tổ dân phố 6 Phù Nghĩa.